# Форначи (Савона)
Форначи (итал. Fornaci) је насеље у Италији у округу Савона, региону Лигурија.
Према процени из 2011. у насељу је живело 27 становника. Насеље се налази на надморској висини од 49 м.